# Ле-Пре-д’Ож
Ле-Пре-д’Ож (фр. Le Pré-d’Auge) — коммуна во Франции, находится в регионе Нижняя Нормандия. Департамент коммуны — Кальвадос. Входит в состав кантона Лизьё 3-й кантон. Округ коммуны — Лизьё.
Код INSEE коммуны — 14520.

## Население
Население коммуны на 2010 год составляло 850 человек.
| 1962 | 1968 | 1975 | 1982 | 1990 | 1999 | 2010 |
| ---- | ---- | ---- | ---- | ---- | ---- | ---- |
| 457  | 508  | 551  | 607  | 654  | 745  | 850  |

## Экономика
В 2010 году среди 560 человек трудоспособного возраста (15—64 лет) 434 были экономически активными, 126 — неактивными (показатель активности — 77,5 %, в 1999 году было 70,6 %). Из 434 активных жителей работали 403 человека (227 мужчин и 176 женщин), безработных было 31 (13 мужчин и 18 женщин). Среди 126 неактивных 43 человека были учениками или студентами, 59 — пенсионерами, 24 были неактивными по другим причинам.